# 舎人村 (東京府)
舎人村（とねりむら）は、1889年（明治22年）から1932年（昭和7年）まで存在した東京府南足立郡の村。
現在の舎人、舎人町、舎人公園、古千谷、古千谷本町、入谷、入谷町に相当する。

## 概要
舎人村は南足立郡北西部の村。南には東京府、東には渕江村（伊興村）、北は埼玉県北足立郡谷塚村、新郷村、西は北平柳村と接していた。

## 村名の由来
旧来の「舎人領」に属していたことから。

## 歴史

### 年表
- 1889年（明治22年）5月 - 市制町村制の施行により舎人村、入谷村、古千谷村の3か村を統合し舎人村が発足。
- 1932年（昭和7年）10月1日 - 千住町、西新井町、梅島町、東渕江村、渕江村、伊興村、江北村、綾瀬村、花畑村とともに東京市へ編入され足立区となる。

## 地域の歴史
| 明治22年以前   | 明治22年5月1日 - 昭和6年 | 昭和7年 - 昭和17年 | 昭和18年 - 現在 | 現在   |
| -------------- | ------------------------ | ------------------ | --------------- | ------ |
| 足立郡舎人村   | 南足立郡舎人村           | 東京市足立区       | 東京都足立区    | 足立区 |
| 足立郡入谷村   | 南足立郡舎人村           | 東京市足立区       | 東京都足立区    | 足立区 |
| 足立郡古千谷村 | 南足立郡舎人村           | 東京市足立区       | 東京都足立区    | 足立区 |